# 教宗波尼法爵三世
教宗博義三世（拉丁語：Bonifacius PP. III；？—607年11月12日）於607年2月19日至11月12日為教宗。
博尼法斯是约翰·卡塔迪奥斯的儿子，具有罗马血统。在担任执事时，博尼法斯给教皇格雷戈里一世留下了深刻印象，教皇将他描述为“一位具有经得起考验的信仰和品格”的人，并选择他作为教皇使者，于603年前往君士坦丁堡朝廷。这是他人生中的一个重要时期，有助于塑造他短暂但多事的教皇身份。

## 譯名列表
- 三世：香港天主教教區檔案　歷任教宗作。
- 三世：天主教香港教區禮儀委員會：禧年專頁 （页面存档备份，存于）、廣播電台作。
- 卜尼法斯三世：《大英簡明百科知識庫》2005年版[永久]、中國大百科智慧藏[永久]、《世界人名翻譯大辭典》1993年版作卜尼法斯。
- 朋尼非斯三世：國立編譯舘[永久]作朋尼非斯。
- 博尼法斯三世：《世界人名翻譯大辭典》1993年版作卜尼法斯。
- 博尼費斯三世、博尼费斯三世：《世界人名翻譯大辭典》1993年版作博尼費斯。
- 博尼費切三世、博尼费切三世：《世界人名翻譯大辭典》1993年版作博尼費切。